# Cuza Vodă (Ipatele), Iași
Cuza Vodă (în trecut, Borăști) este un sat în comuna Ipatele din județul Iași, Moldova, România.